# もち米

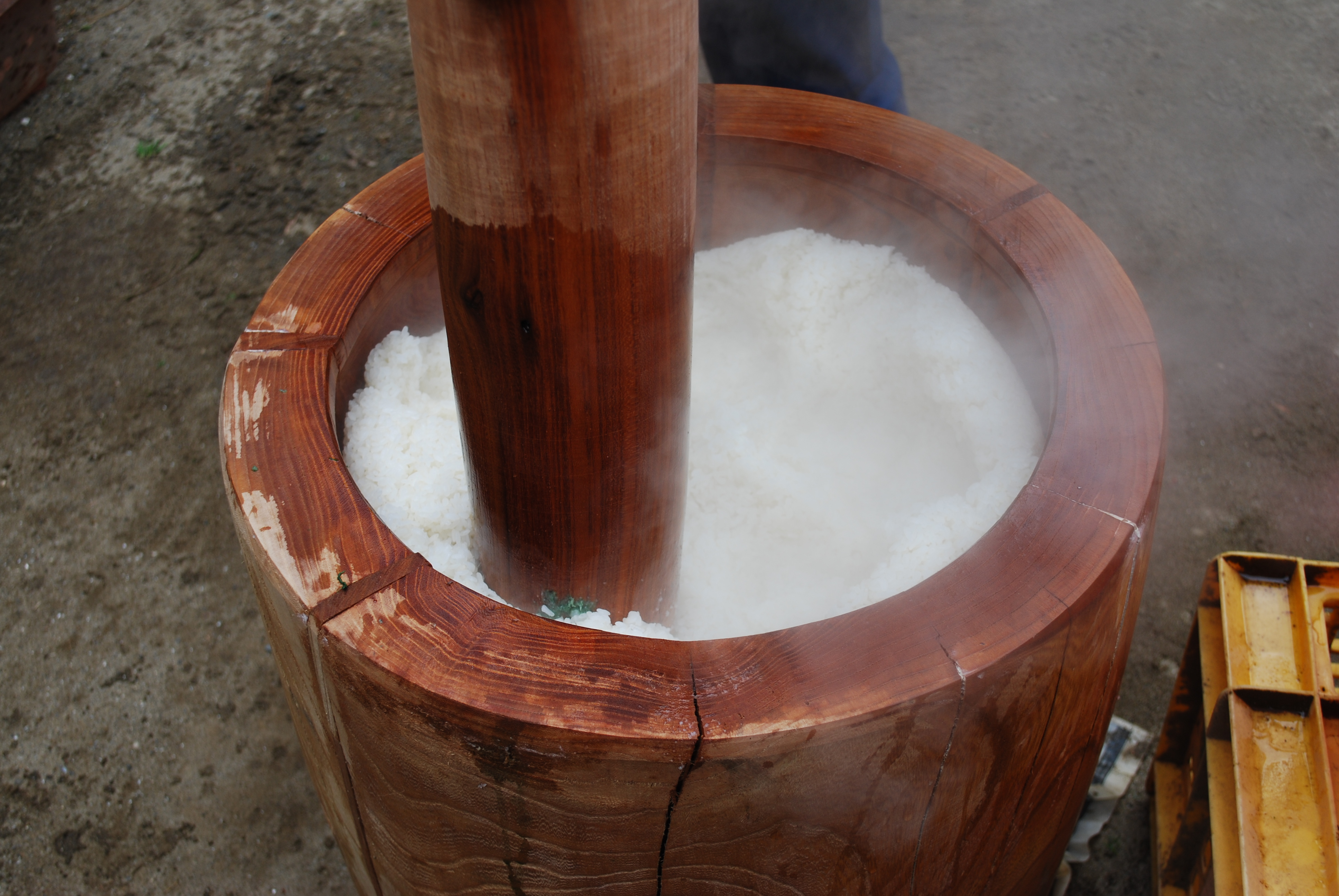
蒸したもち米で餅をつく

もち米（もちごめ、もちこめ、もちよね、もちまい、餅米、糯米）とは、コメの品種のうち、アミロースを全くあるいはほとんど含まず（糯性）、調理時に強い粘り気を示すもの。餅の原料になるほか、赤飯、おこわなどの料理に使われる。

## 概要
米に含まれるデンプン分子には、粘りの元になるアミロペクチンと、粘りを生み出さないアミロースがあるが、もち米はアミロペクチンのみを含むため調理時に強い粘り気が生じる。そのためもち米は餅の原料になる。
もち米に対し、アミロースを含む粘り気が少ないコメをうるち米（粳米、うるちまい、うるごめ）、粳（うるち、うる）という。
うるち米が主要部位の胚乳が淡い半透明であるのに対し、もち米の胚乳は白く不透明である。この粒が白くなる様子を「爆ぜる」と表現する。栄養学的には、もち米とうるち米との差はほとんどない。これは消化の過程でアミロペクチン・アミロースともに分解されてしまうためである。うるち米でも炊いた米をお湯に漬けてアミロースを抜くことで餅を作ることができる。
もち米は餅の原料になる他、赤飯やおこわ、飯蒸し、中華風のちまきなどの料理や、粉砕して白玉粉や道明寺粉などに加工した上であられや団子などの菓子の原料に用いられる。また、酒や酢の醸造原料としても用いられる。
主に日本、朝鮮半島、中国、台湾、フィリピン、タイ王国、ラオス、インドネシア、インド、ベトナム、ミャンマーなどで栽培されている。タイのイーサーン地方やラオスでは主食とされ、ラオスではコメの生産量割合の85%を占める。地域によってはハレの食材とされる。日本などではジャポニカ種（短粒種）のもち米が栽培されるのに対し、東南アジアではインディカ種（長粒種）のもち米が多く栽培される。また、果皮の黒い黒米のもち米もある。
日本においてのコメの生産量割合では全体の3% - 5%程度である。都道府県別の生産量は多い順に佐賀県、北海道、新潟県、熊本県、岩手県である（平成21年度調査）。令和4年産は北海道(32.1%)、佐賀県(15.0%)、新潟県(7.1%)、岩手県(6.4%)、宮城県(2.4%)と上位5道県で日本国内生産量の約63%を占める。
漢字の「糯」「餅」はどちらも訓読みでは「もち」であるが、本来「餅」はモチ性の穀粒などを蒸した上で搗くなどして作られた食物を指すのに対し、「糯」は作物の品種を指す。「糯」の一字でもち米を意味することもある。近年は「餅米」と表記されることもある。
イネ以外の植物でも、トウモロコシ、オオムギ、アワ、キビ、モロコシ、アマランサスなどには、糯性を持った品種がある。

## 主な品種
| 種別 | 登録番号・名称                   | 地方番号（旧系統名） | 交配品種                                    | 育成機関                       | 登録年 | 備考 |
| ---- | -------------------------------- | -------------------- | ------------------------------------------- | ------------------------------ | ------ | ---- |
| 水稲 | 羽二重糯                         |                      |                                             |                                |        |      |
| 水稲 | 大正糯                           |                      |                                             |                                |        |      |
| 水稲 | 藤蔵糯                           |                      |                                             |                                |        |      |
| 水稲 | 旭糯                             |                      | 愛知糯1号／京都旭                           | 愛知県農事試験場               |        |      |
| 水稲 | こがねもち                       | 中新糯40号           | 信濃糯3号／農林17号                         | 新潟県農業試験場               | 1956年 |      |
| 水稲 | みやこがねもち                   |                      |                                             |                                |        |      |
| 水稲 | 水稲農林糯144号（マンゲツモチ）  | 関東糯64号           | F3 249／農林糯45号                          | 埼玉県農事試験場               | 1963年 |      |
| 水稲 | 水稲農林糯145号（カグラモチ）    | 関東糯66号           | F3 249／平六糯                              | 埼玉県農事試験場               | 1963年 |      |
| 水稲 | 喜寿糯                           | 42-6                 | 35-8／幸風                                  | 愛知県農業総合試験場作物研究所 | 1970年 |      |
| 水稲 | 水稲農林糯216号（ヒヨクモチ）    | 西海糯118号          | ホウヨク／祝糯                              | 農研機構（旧九州農業試験場）   | 1971年 |      |
| 水稲 | 水稲農林糯221号（ヒメノモチ）    | 奥羽糯277号          | 大系227／こがねもち                         | 農研機構（旧東北農業試験場）   | 1972年 |      |
| 水稲 | 水稲農林糯233号（クレナイモチ）  | 西海糯129号          | ホウヨク／祝糯／コシヒカリ                  | 農研機構（旧九州農業試験場）   | 1974年 |      |
| 水稲 | 水稲農林糯254号（ヒデコモチ）    | 奥羽糯296号          | 大系糯1076／ふ系72号                        | 農研機構（旧東北農業試験場）   | 1979年 |      |
| 水稲 | もちひかり                       | 信交糯135号          | みすずもち／トドロキワセ                    | 長野県農事試験場               | 1985年 |      |
| 水稲 | はくちょうもち                   | 北育糯80号           | 上育糯381号／おんねもち                     | 北海道北見農業試験場           | 1989年 |      |
| 水稲 | 水稲農林糯317号（峰の雪もち）    | 北陸糯141号          | 奥羽302号／ヒメノモチ                       | 農研機構（旧北陸農業試験場）   | 1992年 |      |
| 陸稲 | 陸稲農林糯55号（トヨハタモチ）   | 陸稲関東糯137号      | 石系201号／ワラベハタモチ                   | 茨城県農業試験場               | 1985年 |      |
| 陸稲 | 陸稲農林糯60号（ゆめのはたもち） | 陸稲関東糯168号      | 陸稲農林糯4号／陸稲農林糯4号／陸稲農林糯4号 | 茨城県農業総合センター         | 1996年 |      |

## 品質偽装の例
バングラディシュでは、もち米の白さを強調させ、大きく膨らませるために亜硫酸水素ナトリウムや尿素を混入する、品質の偽装が行われている。

## ギャラリー

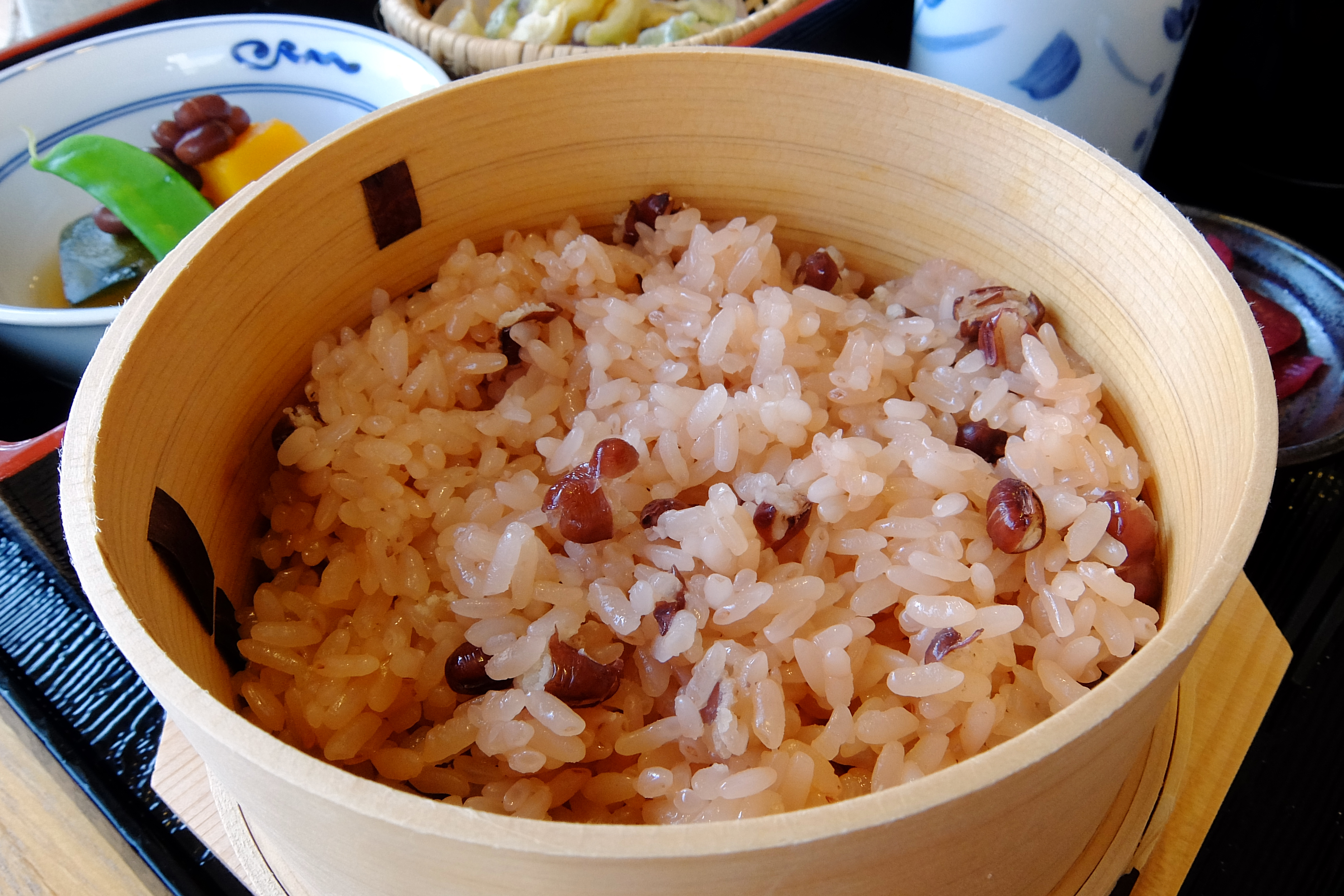
赤飯
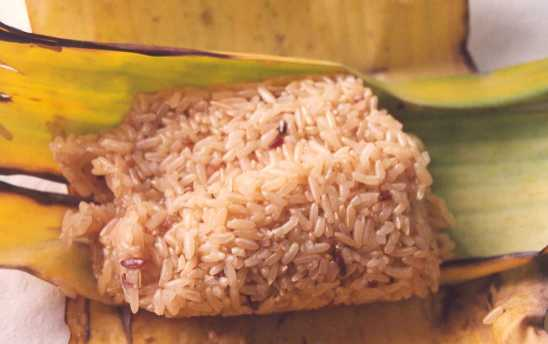
バナナの葉に包んで蒸したもち米、イーサーン
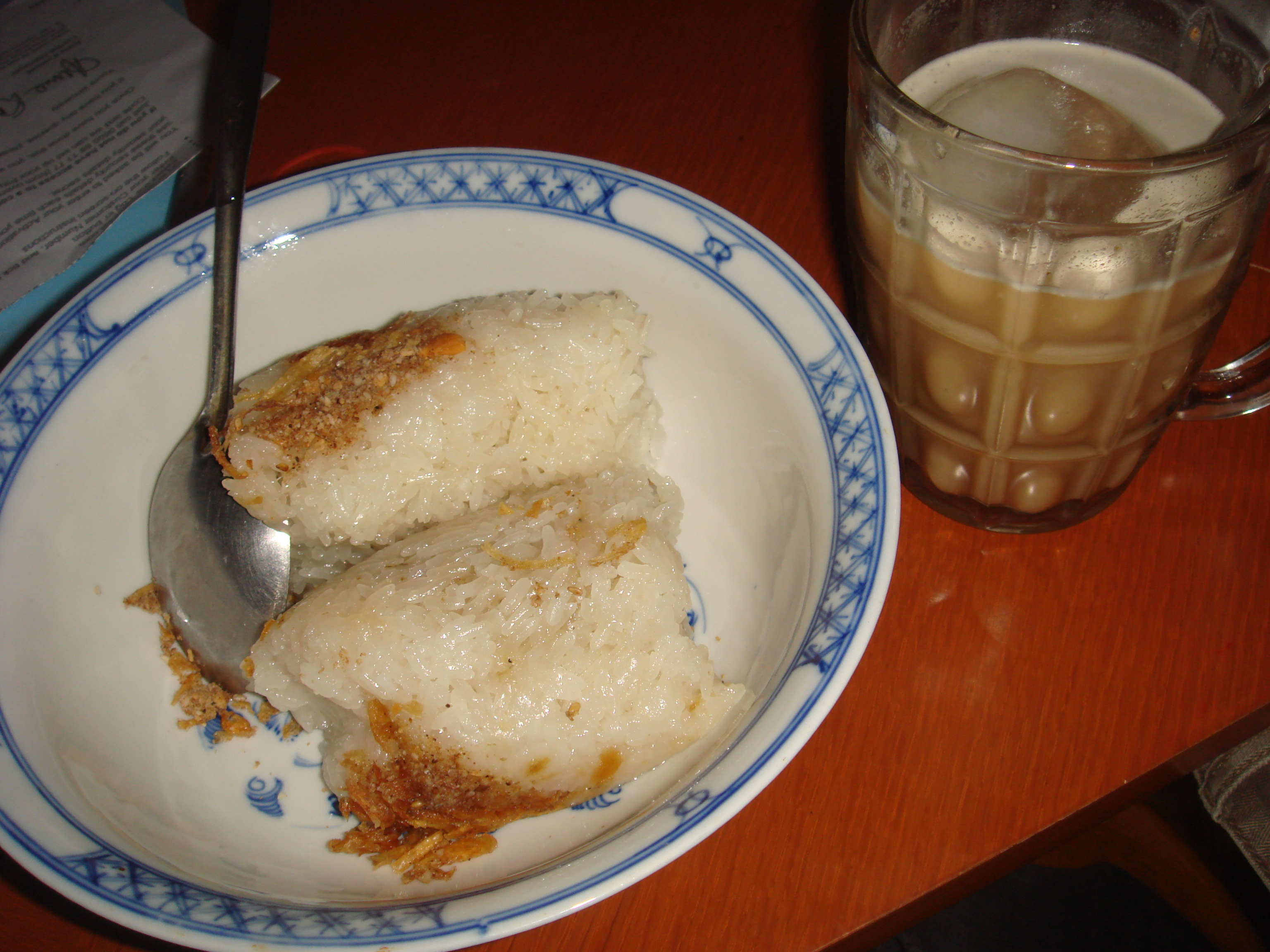
ベトナムのちまき、ショイ・クック
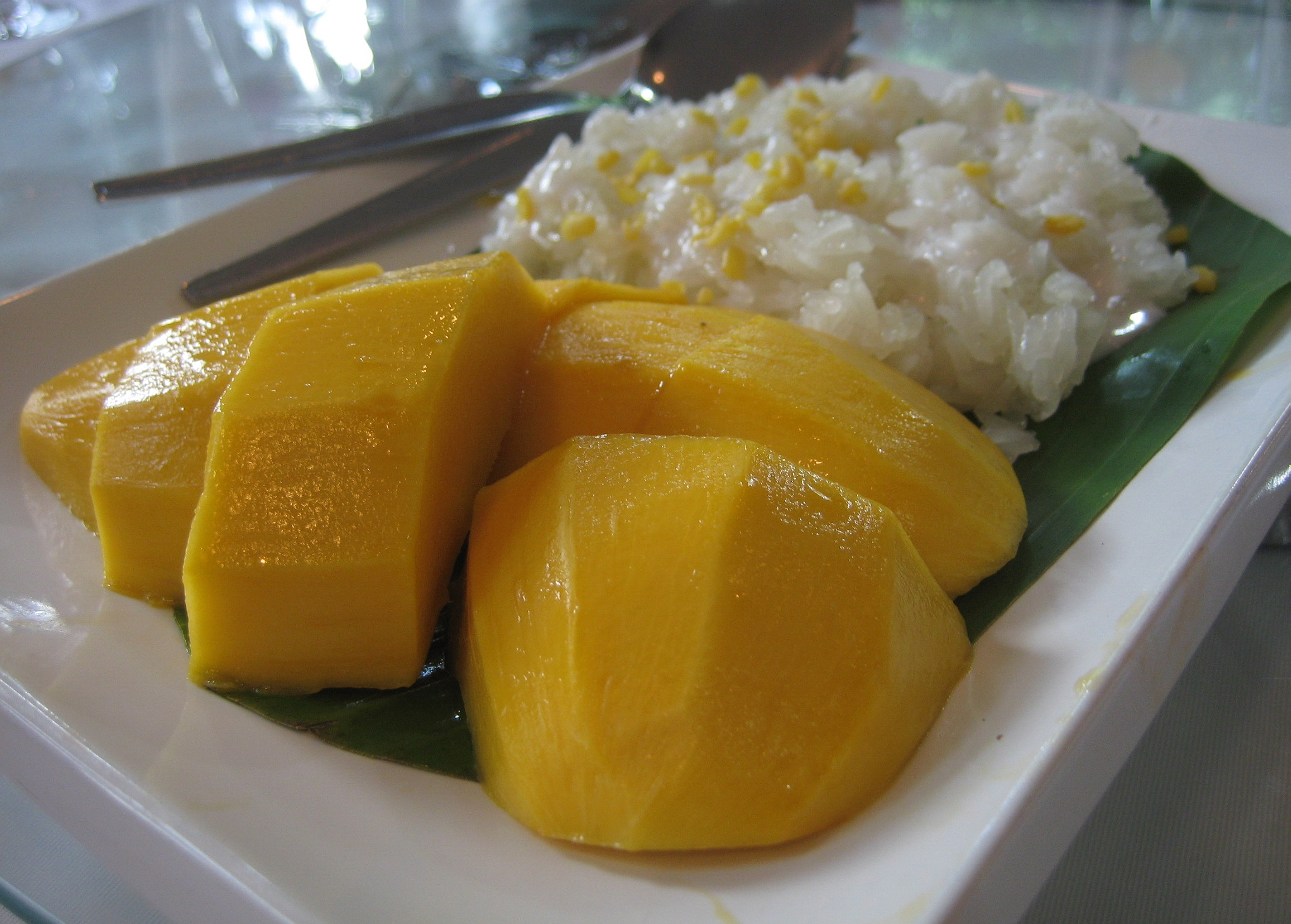
タイのカオニャオ・マムアン（蒸したもち米にココナッツミルクとマンゴーを添えたデザート）